# Charles Nerinckx

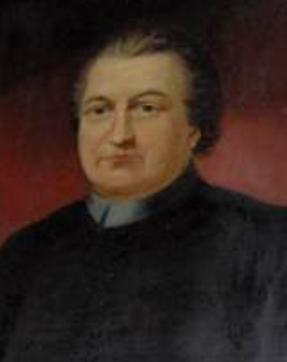
Charles Nerinckx, zeitgenössisches Porträt

Charles Nerinckx, ursprünglich Carolus Nerinckx (* 2. Oktober 1761 in Herfelingen, Österreichische Niederlande; †  12. August 1824 in Ste. Genevieve (Missouri)), war ein flämischstämmiger römisch-katholischer Missionspriester in den Vereinigten Staaten. Er ist der Gründer der Schwestern von Loretto.

## Leben
Nerinckx war das älteste von 14 Kindern des Arztes Sebastian Nerinckx und seiner Frau Petronilla geb. Langendries. Er studierte Philosophie und Theologie an der Katholischen Universität Löwen und trat 1781 ins Priesterseminar des Erzbistums Mecheln in Mecheln ein. 1785 empfing er die Priesterweihe und wurde Kaplan an der Kathedrale von Mecheln. 1794 kam er als Pfarrer nach Meerbeek. Nach der Annexion der österreichischen Niederlande durch das revolutionäre Frankreich wurde er 1797 aus dem Amt vertrieben und zog sich in ein Krankenhaus in Dendermonde zurück, das von seiner Tante geleitet wurde. Dort reifte sein Entschluss, nach Amerika zu gehen, um am Aufbau der katholischen Kirche in den weiten Neusiedlungsgebieten des Mittleren Westens mitzuwirken. Nach seiner Ankunft im Herbst 1804 sandte ihn Bischof John Carroll von Baltimore nach Kentucky; fast die Hälfte des Bundesstaats wurde seiner Verantwortung übertragen.
In den folgenden Jahren legte Nerinckx zu Pferde riesige Strecken zurück, um katholische Siedler zu sammeln, die Sakramente zu spenden, Gemeinden zu gründen und Kirchbauprojekte in Gang zu bringen. Seine Umsicht und Tatkraft, verbunden mit tiefer Spiritualität, verschafften ihm den Ehrentitel Apostel von Kentucky. Bischof Carroll wollte ihn dem Heiligen Stuhl als Bischof von New Orleans vorschlagen, aber Nerinckx lehnte ab.
Sein Hauptanliegen war schon in Europa die katholische Kindererziehung gewesen. In Kentucky gründete er zu diesem Ziel mit Mary Rhodes, Ann Havern und Christina Stuart 1812 die Gemeinschaft der Schwestern von Loretto unter dem Namen Freundinnen Mariens am Fuß des Kreuzes. Er unternahm zwei Europareisen, um Unterstützung für seine Aufbauarbeit zu gewinnen, und kehrte mit Bildern, Gewändern und Gefäßen für die Liturgie sowie mit einigen jungen flämischen Priestern zurück, die später den Jesuitenorden in den USA etablierten, darunter Pierre-Jean De Smet.
Charles Nerinckx starb auf einer Missionsreise, die er zu Indianerstämmen in Missouri unternahm.